# Garcinia lateriflora
Garcinia lateriflora là một loài thực vật có hoa trong họ Bứa. Loài này được Blume mô tả khoa học đầu tiên năm 1825.